# Matthieu Mégevand
Matthieu Mégevand (* 1983 in Genf) ist ein Schweizer Schriftsteller und Verleger.

## Leben
Matthieu Mégevand, in Genf aufgewachsen, studierte Philosophie an der Universität Genf und Religionsgeschichte an der École pratique des hautes études in Paris. Er arbeitete als Journalist für die Zeitschriften Le Monde des religions und Choisir. Von 2015 bis 2022 leitete er den Genfer Verlag Labor et Fides, bevor er zur Groupe Bayard wechselte. Bis 2021 sind von ihm sieben Prosawerke erschienen.

## Auszeichnungen
- 2019: Prix Pittard de l’Andelyn
- 2020: Prix du Roman des Romands

## Werke
- Jardin secret. L’Âge d’Homme, Lausanne 2007 (Erzählungen)
- Les Deux Aveugles de Jéricho. L’Âge d’Homme, Lausanne 2011 (Roman)
- Ce qu’il reste des mots. Fayard, Paris 2013 (Erzählung um den Busunfall im Sierre-Tunnel)
- Les lueurs. L’Âge d’Homme, Lausanne 2016 (Erzählung)
- La bonne vie. Flammarion, Paris 2018 (Roman um Roger Gilbert-Lecomte)
- Lautrec. Flammarion, Paris 2019 (Roman um Henri de Toulouse-Lautrec)
- Tout ce qui est beau. Flammarion, Paris 2021 (Roman um Wolfgang Amadeus Mozart)